# Пуласки (Ајова)
Пуласки (енгл. Pulaski) град је у америчкој савезној држави Ајова. По попису становништва из 2010. у њему је живело 260 становника.

## Демографија
Према попису становништва из 2010. у граду је живело 260 становника, што је 11 (4,4%) становника више него 2000. године.
| Група             | 2000.       | 2010.       |
| Белци             | 242 (97,2%) | 258 (99,2%) |
| Афроамериканци    | 0 (0,0%)    | 0 (0,0%)    |
| Азијати           | 0 (0,0%)    | 0 (0,0%)    |
| Хиспаноамериканци | 0 (0,0%)    | 2 (0,8%)    |
| Укупно            | 249         | 260         |